# Terrance et Philippe : de tempêtes en naufrage
Pour les articles homonymes, voir Tempête (homonymie).
Terrance et Philippe : de tempêtes en naufrage (Terrance and Phillip: Behind the Blow en version originale) est le cinquième épisode de la cinquième saison de la série animée South Park, ainsi que le 70e épisode de l'émission.

## Synopsis
C'est le Jour de la Terre. L'école s'investit, mais les organisateurs de l'évènement obligent les enfants à ramener Terrance et Philippe afin d'attirer plus de monde. Ils découvrent un Philippe acteur tentant sa reconversion dans des pièces de Shakespeare, et un Terrance obèse jouant sur sa gloire passée pour coucher avec ses groupies. Ils tenteront tout pour les réconcilier, d'autant que les organisateurs du Jour de la Terre semblent vraiment compter sur leur présence...